# Trechus satanicus
Trechus satanicus är en skalbaggsart som beskrevs av Barr. Trechus satanicus ingår i släktet Trechus och familjen jordlöpare. Inga underarter finns listade i Catalogue of Life.